# St. Bartholomäus (Pegnitz)

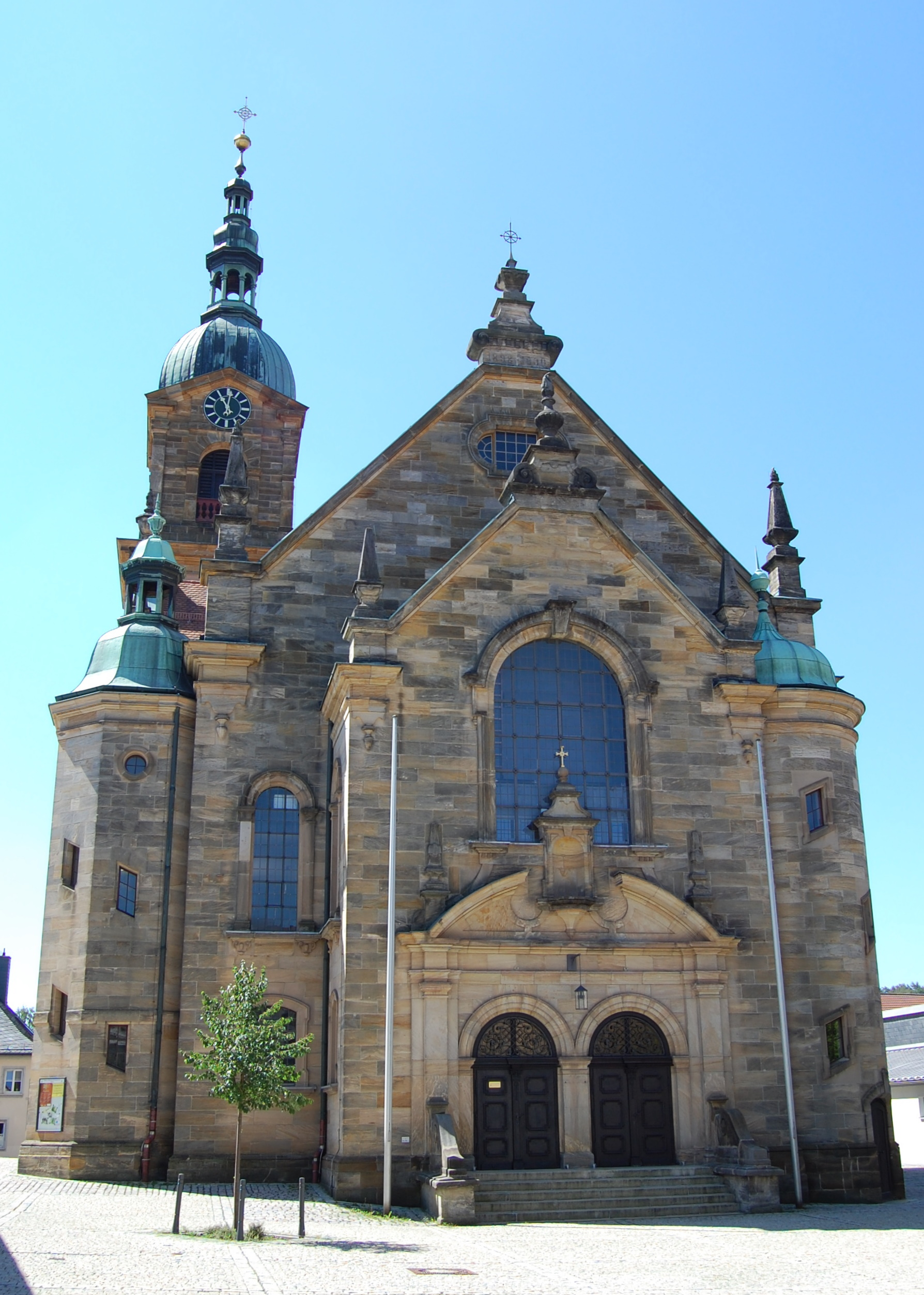
St. Bartholomäus

St. Bartholomäus ist eine evangelische Kirche in Oberfranken. Sie steht in der Rosengasse in der Stadt Pegnitz.

## Geschichte
1529 wurde in Pegnitz die Reformation eingeführt. Daraufhin bemühten sich die Bewohner, „auf dem Letten“ eine eigene Kirche zu errichten. Am 24. August 1533, zum Jahrestag des hl. Bartholomäus, konnte eine bescheidene, 18 × 13 m große, geostete Kirche errichtet werden.
Diese Kirche überstand den Dreißigjährigen Krieg unbeschadet, wurde aber baufällig und war zudem für die anwachsende Gemeinde zu klein geworden. Der Bayreuther Hofbaumeister Elias Gedeler fertigte 1684 Pläne für das neue Bauwerk an, welche nach dem Abbruch der alten Kirche am 2. September 1686 durch den Hofmaurermeister Paul Feulner ab 1687 verwirklicht wurden. Der Neubau war im Februar 1690 nahezu fertiggestellt. Die Welsche Haube des Turms fertigte Tobias Friedelmüller aus Creußen.
Der 1696/97 errichtete Altar ist ein Werk des Bildhauers Conrad Schleunig aus Alsfeld, der in der Werkstatt des Bildhauers Bernhard Häußler in Pottenstein tätig war. Das Werk versinnbildlicht in vertikaler Anordnung die wichtigsten Heilstatsachen aus dem Leben Jesu. Die Kanzel mit polygonalem Korb, die der Werkstatt Bernhard Häußlers zugeschrieben wird, wurde um 1700 gefertigt.
Das im Lauf der Jahre baufällig gewordene Gebäude wurde 1898 abgerissen. Durch den Kauf und Abbruch von drei Häusern, die sich westlich und südlich der alten Kirche befanden, stand ein umfangreicherer Platz für das Bauvorhaben zur Verfügung. Aufgrund der daraus entstandenen Platzverhältnisse musste bei der Planung der geräumigen Kirche die übliche Ost-West-Ausrichtung aufgegeben werden. Die Einweihung erfolgte am 20. Dezember 1900. Altar und Kanzel wurden vom Vorgängerbau übernommen.
Die Kirche wurde mehrmals renoviert. Bei der letzten Maßnahme 2000–2001 wurde die ursprüngliche Bemalung der Emporen wieder hergestellt.

## Orgeln

### Hauptorgel

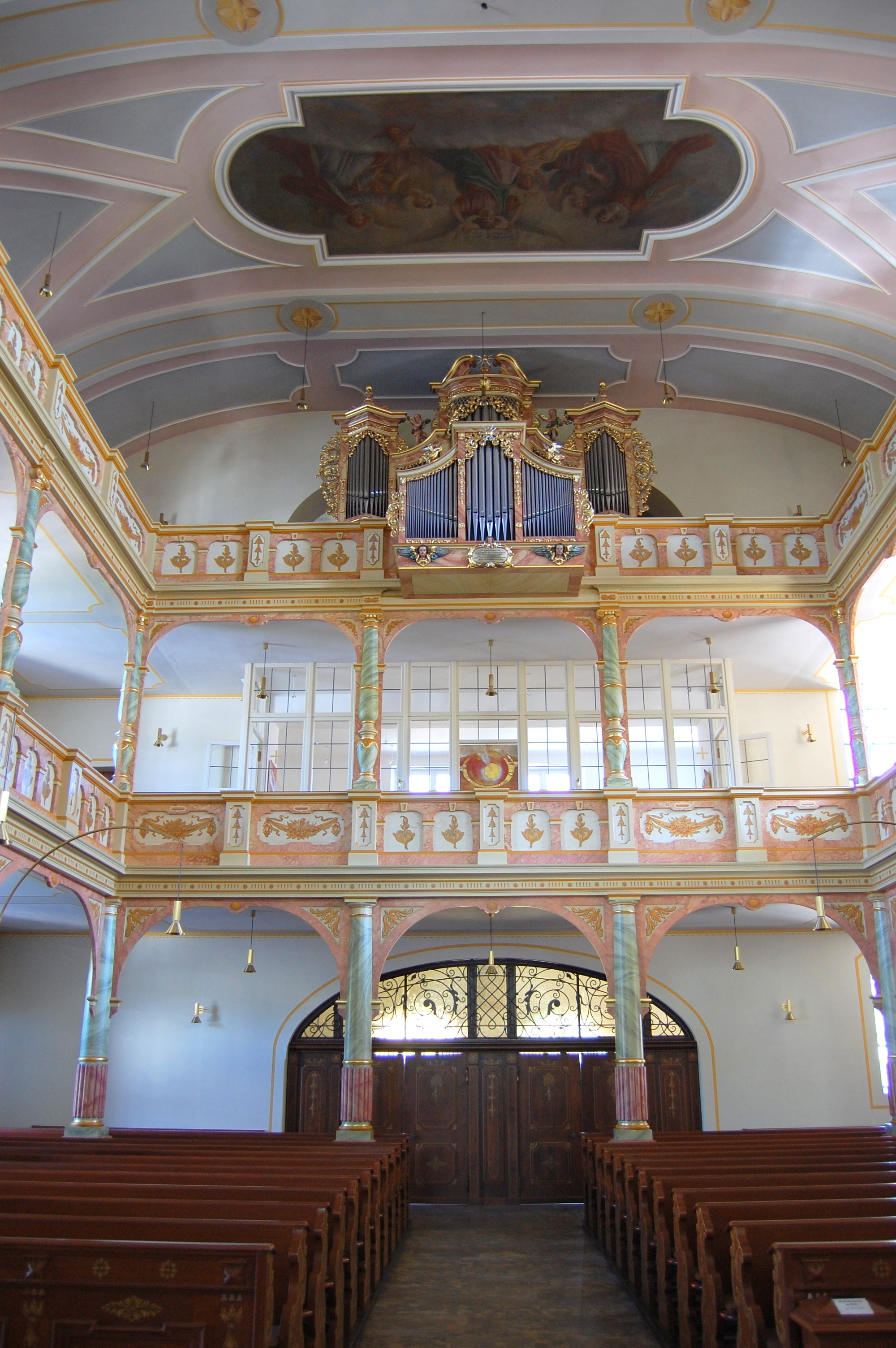
Hauptorgel

Die Orgel für die neu erbaute Kirche fertigte Johannes Strebel. Es handelte sich um ein Instrument mit pneumatischer Traktur. Die 22 Register verteilten sich auf zwei Manuale und Pedal. Das Werk erhielt in der Vorkriegszeit eine Erweiterung um fünf Register. Konstruktionsbedingt traten vermehrt Störungen durch Materialermüdung auf. Daher wurde dieses Instrument durch einen dreimanualigen Neubau von Walcker mit 37 Registern mit mechanischer Spieltraktur und elektrischer Registertraktur ersetzt. Bei dieser Maßnahme erhielt das Werk ein Rückpositiv. Das Instrument wurde am 5. Februar 1972 eingeweiht. 1988 wurde die Orgel durch Gerhard Schmid erweitert. Das auf 52 Register angewachsene Instrument wurde auch mit einer Setzeranlage ausgestattet.

### Chororgel

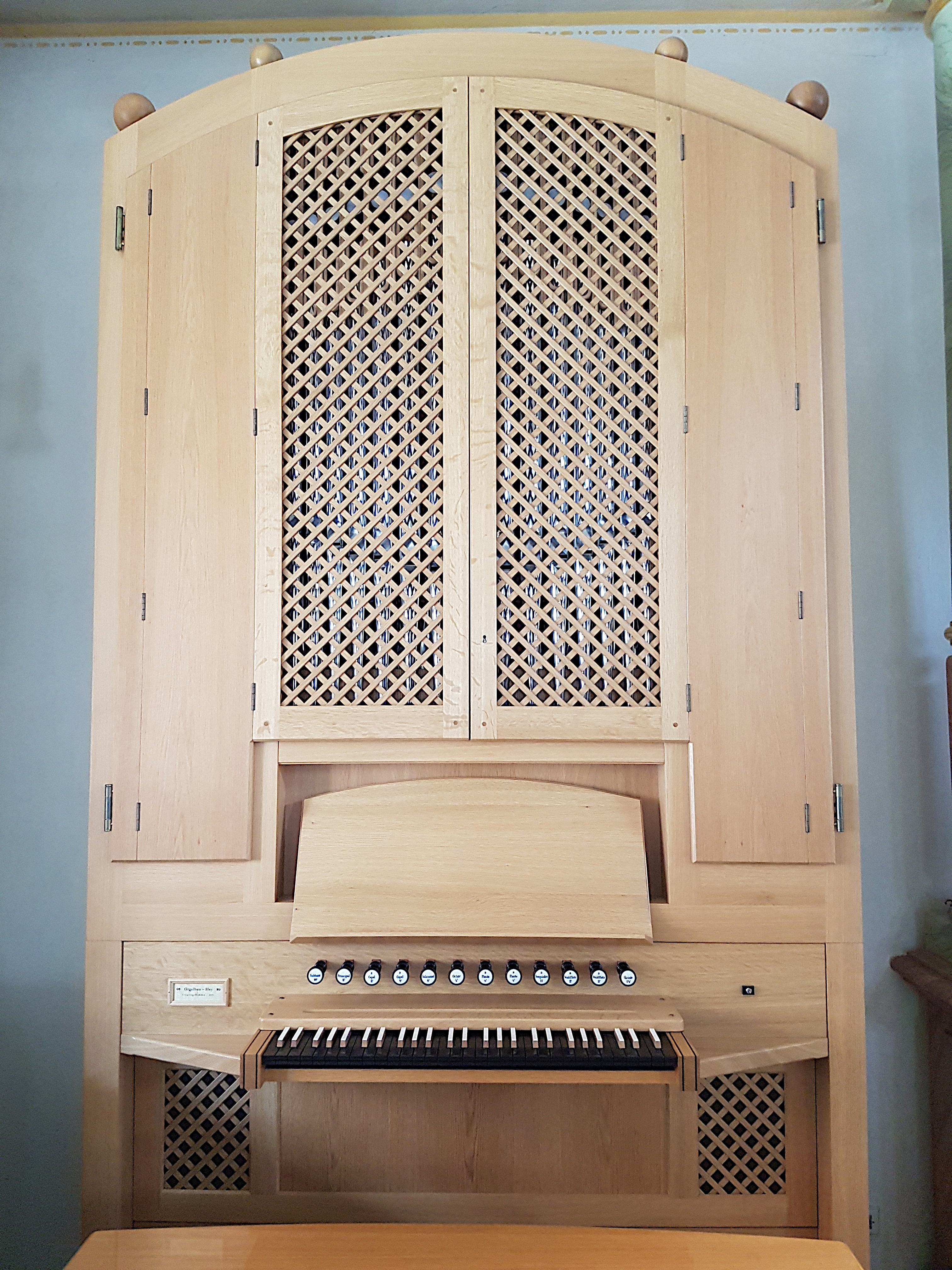
Chororgel

2001 wurde von Hey eine einmanualige Chororgel mit acht Registern gefertigt. Das Werk kann bei Bedarf aus der Turmnische herausgefahren werden. Es hat folgende Disposition:
| Manual C–g3 |                |          |
| 1.          | Principal      | 8′       |
| 2.          | Copel          | 8′ (B/D) |
| 3.          | Salicional     | 8′       |
| 4.          | Octav          | 4′       |
| 5.          | Flauto         | 4′ (B/D) |
| 6.          | Sesquialter II |          |
| 7.          | Waldflöte      | 2′ (B/D) |
| 8.          | Quinte         | 1 ⁄3′    |

| Pedal C–f1 |        |     |
| 5.         | Subbaß | 16′ |

- Koppel: I/P

## Glocken
Die Glocken mussten in beiden Weltkriegen zu Rüstungszwecken abgegeben werden. Die heutigen vier Glocken aus den Jahren 1949 und 1952 erklingen nach dem Te-Deum-Motiv auf den Schlagtönen c1, es1, f1, as1. Die Glocken tragen folgende Inschriften:
- Ehre sei Gott in der Höhe
- und Friede auf Erden
- und den Menschen ein Wohlgefallen
- Haltet an am Gebet